# Cyrtandra lasiantha
Cyrtandra lasiantha är en tvåhjärtbladig växtart som beskrevs av Karl Moritz Schumann. Cyrtandra lasiantha ingår i släktet Cyrtandra och familjen Gesneriaceae. Inga underarter finns listade i Catalogue of Life.